# Febfi Setyawati
Febfi Setyawati (Jakarta, 7 de febrer de 1993) és una activista indonèsia i la fundadora d'Untukteman.id, una organització que ajuda les persones vulnerables, especialment les persones malaltes amb dificultats econòmiques i les persones afectades per Covid-19.
Ella i el seu equip van circular per la comunitat en una autocaravana Volkswagen per proporcionar accés gratuït a Internet (que no sempre és accessible) i una biblioteca mòbil per als estudiants, de manera que poguessin continuar la seva feina. L'equip ara intenta proporcionar transmissors de senyal per a zones on no hi ha senyal d'Internet.
El dolor que va experimentar quan el seu fill, Akara Haykal, va morir a causa de la síndrome de Möbius, una malaltia neurològica rara, va inspirar Febfi a ajudar els altres.
L'any 2020, va ser inclosa en la llista de les 100 persones més influents d'arreu del món de la BBC.